# Serra de Puigfred
La Serra de Puigfred és una serra situada entre els municipis de la Llacuna, a la comarca de l'Anoia, i de Mediona, a la comarca de l'Alt Penedès, amb una elevació màxima de 726 metres.